# Energie-Impuls-Tensor
Der Energie-Impuls-Tensor ist eine physikalische Größe, welche die Dichte und den Fluss von Energie und Masse in der Raumzeit beschreibt. Er ist von besonderer Bedeutung in der Relativitätstheorie und wird vor allem in der Feldtheorie verwendet. Gemäß den einsteinschen Feldgleichungen, ist er für die Raumzeitkrümmung verantwortlich und somit Ursprung der Gravitation. Der Energie-Impuls-Tensor ist ein Tensor zweiter Stufe, das heißt er kann als Matrix dargestellt werden. Er kann in der folgenden allgemeinen Form angegeben und interpretiert werden:
{\displaystyle (T^{\alpha \beta })={\begin{pmatrix}w&{\frac {S_{x}}{c}}&{\frac {S_{y}}{c}}&{\frac {S_{z}}{c}}\\{\frac {S_{x}}{c}}&G_{xx}&G_{xy}&G_{xz}\\{\frac {S_{y}}{c}}&G_{yx}&G_{yy}&G_{yz}\\{\frac {S_{z}}{c}}&G_{zx}&G_{zy}&G_{zz}\end{pmatrix}}}
wobei die erste Spalte die Energie und restlichen drei Spalten den Impuls beschreiben. Genauer
- {\displaystyle w} ist eine Energiedichte (Energie pro Volumen). Sie ist bei kleinen Geschwindigkeiten von der Dichte der Masse dominiert, aber auch Photonen, die keine Masse besitzen, tragen mit ihrer Energie {\displaystyle E=h\cdot \nu } zur Energiedichte bei.
- {\displaystyle (S_{x},S_{y},S_{z})} ist eine Energiestromdichte (Energiedichte multipliziert mit einer Geschwindigkeit),
- {\displaystyle c} ist die Lichtgeschwindigkeit,
- {\displaystyle G_{ik}} ist im Fall der Anwendung auf elektromagnetische Strahlung das Negative des maxwellschen Spannungstensors. Er beinhaltet den räumlichen Impulstransport, z. B. in den Diagonaltermen den Druck, den das elektromagnetische Strahlungsfeld ausübt. Die Nichtdiagonalterme dieses Spannungstensors beschreiben Scherspannungen.

Im Rahmen der speziellen Relativitätstheorie und der allgemeinen Relativitätstheorie ist der Energie-Impuls-Tensor ein Vierertensor zweiter Stufe.

## Geometrische raumzeitliche Interpretation in 4D-Sprechweise
Zur Vereinfachung werden in diesem Artikel Planck-Einheiten verwendet. So ist die Lichtgeschwindigkeit {\displaystyle c} auf Eins normiert, sodass aufgrund der Äquivalenz von Masse und Energie {\displaystyle E=mc^{2}} Masse {\displaystyle m} und Energie {\displaystyle E} miteinander identifiziert werden.
- Die Komponente {\displaystyle T^{00}} (Energiedichte, Massendichte) beschreibt den Energiefluss (Massenfluss) in zeitartiger Richtung, also den Energiefluss durch ein raumartiges 3D-Volumenelement.
- Die Komponenten {\displaystyle T^{i0}}; {\displaystyle i=1,\dotsc ,3} (räumlicher Energiefluss, räumlicher Massenfluss) beschreiben die Energiestromdichte (Massenstromdichte) in räumlicher i-Richtung, also den Energiefluss durch ein 3D-Volumenelement mit einer zeitartigen und zwei raumartigen Achsen.
- Die Komponenten {\displaystyle T^{0k}}; {\displaystyle k=1,\dotsc ,3} (Impulsdichte) beschreiben den Impulsfluss der k-ten Komponente des Impulses in zeitartiger Richtung, also den Impulsfluss der k-ten Komponente des Impulses durch ein raumartiges 3D-Volumenelement.
- Die Komponenten {\displaystyle T^{ik}}; {\displaystyle i,k=1,\dotsc ,3} (Impulsstromdichte) beschreiben den Impulsfluss der k-ten Komponente des Impulses in räumlicher i-Richtung, also den Impulsfluss der k-ten Komponente durch ein 3D-Volumenelement mit einer zeitartigen und zwei raumartigen Achsen.

Die Symmetrie {\displaystyle T^{\alpha \beta }=T^{\beta \alpha }} enthält folgende Information:
- {\displaystyle T^{\alpha 0}=T^{0\alpha }}: Die Massenstromdichte (Energiestromdichte) ist gleich der Impulsdichte; das ist eine Konsequenz aus dem Schwerpunktsatz.
- Die Scherspannungen sind symmetrisch: Ein Transport der k-ten Komponente des Impulses in i-Richtung ist stets begleitet von einem gleich großen Transport der i-ten Komponente des Impulses in k-Richtung ({\displaystyle i,k=1,\dotsc ,3}); das ist eine Konsequenz der Drehimpulserhaltung.

Die Energie-Impuls-Erhaltung wird in der Relativitätstheorie durch die Bilanzgleichung
{\displaystyle \nabla _{\alpha }T^{\alpha \beta }=0}
beschrieben, wobei {\displaystyle (T^{\alpha \beta })} den Energie-Impuls-Tensor aller beteiligten Felder bezeichnet. Beschreibt {\displaystyle (T^{\alpha \beta })} nur den Energie-Impuls-Tensor eines Feldes, das mit anderen Feldern wechselwirkt, zum Beispiel der elektromagnetischen Strahlung alleine (siehe unten), so lautet die Energie-Impuls-Bilanzgleichung
{\displaystyle \nabla _{\alpha }T^{\alpha \beta }=f^{\beta }},
wobei die rechte Seite die Viererkraftdichte, also den Viererimpulsaustausch mit anderen Feldern pro 4D-Volumenelement bezeichnet.
Die Komponenten mit {\displaystyle \beta =1,\dotsc ,3} beschreiben hier die Impulsbilanz, die Komponente mit {\displaystyle \beta =0} die Energiebilanz (Massenbilanz).
Zusammen mit einer geeigneten Volumenform kann mit Hilfe des Energie-Impuls-Tensors der Energie-Impuls-Vierervektor berechnet werden, der zu diesem 3D-Volumenelement gehört.

## Der Energie-Impuls-Tensor der Elektrodynamik

### Im Heaviside-Lorentz-Einheitensystem
In der Elektrodynamik im Heaviside-Lorentz-Einheitensystem (rationalisiertem CGS) lautet der Energie-Impuls-Tensor des elektromagnetischen Feldes:
{\displaystyle (T^{\alpha \beta })={\begin{pmatrix}{\frac {1}{2}}(E^{2}+B^{2})&({\vec {E}}\times {\vec {B}})^{T}\\{\vec {E}}\times {\vec {B}}&{\frac {1}{2}}(E^{2}+B^{2})\delta _{ik}-E_{i}E_{k}-B_{i}B_{k}\end{pmatrix}}}
(Im Gauß-Einheitensystem unterscheidet sich die Darstellung von der hier gegebenen um den Faktor {\displaystyle {\frac {1}{4\pi }}}.)
- {\displaystyle E} ist das Symbol für die elektrische Feldstärke.
- {\displaystyle B} ist das Symbol für die magnetische Flussdichte.
- {\displaystyle \delta _{ik}} bezeichnet das Kronecker-Delta.

- Die Komponente {\displaystyle T_{00}} des Tensors ist die Energiedichte des elektromagnetischen Feldes.
- {\displaystyle {\vec {S}}={\vec {E}}\times {\vec {B}}} heißt Poynting-Vektor. Er beschreibt die Energiestromdichte und die Impulsdichte des elektromagnetischen Feldes.
- Die Komponenten {\displaystyle {\tfrac {1}{2}}(E^{2}+B^{2})\delta _{ik}-E_{i}E_{k}-B_{i}B_{k}}, {\displaystyle i,k=1,2,3} beschreiben das Negative des Spannungstensors (Impulsstromdichte) des elektromagnetischen Feldes, also in den Diagonalelementen den (Strahlungs-)Druck und in den Nichtdiagonalkomponenten die Scherspannung des Feldes.

Der Energie-Impuls-Tensor {\displaystyle (T^{\alpha \beta })} ist eine {\displaystyle 4\times 4}-Matrix, denn {\displaystyle {\vec {E}}\times {\vec {B}}} ist ein Vektor mit 3 Komponenten.

### Im SI-Einheitensystem
Der Energie-Impuls-Tensor sieht in SI-Einheiten folgendermaßen aus:
{\displaystyle (T^{\alpha \beta })={\begin{pmatrix}{\tfrac {1}{2}}(\varepsilon _{0}E^{2}+{\frac {1}{\mu _{0}}}B^{2})&c\varepsilon _{0}({\vec {E}}\times {\vec {B}})^{T}\\c\varepsilon _{0}{\vec {E}}\times {\vec {B}}&{\tfrac {1}{2}}(\varepsilon _{0}E^{2}+{\frac {1}{\mu _{0}}}B^{2})\delta _{ik}-\varepsilon _{0}E_{i}E_{k}-{\frac {1}{\mu _{0}}}B_{i}B_{k}\end{pmatrix}}}
- {\displaystyle \varepsilon _{0}} ist die elektrische Feldkonstante,
- {\displaystyle \mu _{0}} ist die magnetische Feldkonstante.

Der Poynting-Vektor hat jetzt folgende Gestalt:
{\displaystyle {\vec {S}}=c^{2}\varepsilon _{0}{\vec {E}}\times {\vec {B}}}
Die Umrechnung von der Darstellung im Internationalen Einheitensystem (SI) zum einfacheren Heaviside-Lorentz-Einheitensystem mit der Konvention {\displaystyle c=1} erfolgt einfach durch Weglassen der Konstanten {\displaystyle \varepsilon _{0}}, {\displaystyle \mu _{0}} und {\displaystyle c}.
Der Maxwellsche Spannungstensor ist mit einem negativen Vorzeichen im Energie-Impuls-Tensor enthalten. In SI-Einheiten hat der Maxwellsche Spannungstensor die Form:
{\displaystyle \sigma _{ij}=\varepsilon _{0}E_{i}E_{j}+{\frac {1}{\mu _{0}}}B_{i}B_{j}-{\frac {1}{2}}{\bigl (}{\varepsilon _{0}E^{2}+{\tfrac {1}{\mu _{0}}}B^{2}}{\bigr )}\delta _{ij}}

### Relativistische 4D-Notation für den elektromagnetischen Energie-Impuls-Tensor
In relativistischer 4D-Notation kann man den Energie-Impuls-Tensor des elektromagnetischen Feldes wie folgt beschreiben:
{\displaystyle T^{\alpha \beta }=F^{\alpha \gamma }F_{\gamma }^{\;\;\beta }-{\frac {1}{4}}g^{\alpha \beta }F_{\mu \nu }F^{\nu \mu }}.
Verwendete Notationen:
- {\displaystyle (F_{\alpha \beta })={\begin{pmatrix}0&E_{1}&E_{2}&E_{3}\\-E_{1}&0&-B_{3}&B_{2}\\-E_{2}&B_{3}&0&-B_{1}\\-E_{3}&-B_{2}&B_{1}&0\end{pmatrix}}} bezeichnet den elektromagnetischen Feldstärketensor ({\displaystyle c=1}) und
- {\displaystyle g=\operatorname {diag} (1,-1,-1,-1)} bezeichnet den metrischen Tensor der speziellen Relativitätstheorie. Das Hoch- und Herunterziehen der Indizes erfolgt mit diesem Tensor.

### Bilanzgleichungen für den Energie-Impuls-Tensor in der Elektrodynamik

#### In 3D-Notation
Im Folgenden bezeichnet
- {\displaystyle {\vec {S}}={\vec {E}}\times {\vec {H}}} den Poynting-Vektor,
- {\displaystyle \rho } die elektrische Ladungsdichte eines geladenen Materiefeldes,
- {\displaystyle {\vec {\jmath }}} die elektrische Stromdichte eines geladenen Materiefeldes.

Die Maxwell-Gleichungen für das elektromagnetische Feld implizieren folgende Bilanzgleichungen für die Komponenten des Energie-Impuls-Tensors:
{\displaystyle {\frac {\partial }{\partial t}}\left[{\tfrac {1}{2}}(E^{2}+B^{2})\right]+\operatorname {div} {\vec {S}}={\vec {\jmath }}\cdot {\vec {E}}}
Die linke Seite stellt hier die lokale Energiebilanz des elektromagnetischen Feldes dar, die rechte Seite die Leistungsdichte des elektromagnetischen Feldes am Materiefeld. Dieser Zusammenhang ist auch als Satz von Poynting bekannt.
{\displaystyle {\frac {\partial }{\partial t}}S_{k}+{\frac {\partial }{\partial x_{i}}}\left[{\tfrac {1}{2}}(E^{2}+B^{2})\delta _{ik}-E_{i}E_{k}-B_{i}B_{k}\right]=({\vec {\jmath }}\times {\vec {B}}+\rho {\vec {E}})_{k}\quad k=1,\dotsc ,3}
Die linke Seite stellt hier die lokale Impulsbilanz des elektromagnetischen Feldes dar, die rechte Seite die lorentzsche Kraftdichte des elektromagnetischen Feldes am geladenen Materiefeld.

#### In 4D-Notation
In speziell-relativistischer 4D-Notation kann man diese beiden Bilanzgleichungen auch so zusammenfassen:
{\displaystyle {\frac {\partial }{\partial x^{\alpha }}}T_{\;\;\beta }^{\alpha }=j^{\alpha }F_{\alpha \beta }\quad \beta =0,\dotsc 3}
Hierbei bezeichnet {\displaystyle (j^{\alpha })=(\rho ,{\vec {\jmath }})} den Vierervektor des elektromagnetischen Viererstroms.
Die rechte Seite {\displaystyle j^{\alpha }F_{\alpha \beta }} bekommt wieder die Interpretation einer lorentzschen Viererkraftdichte (Viererimpulsübertrag pro 4D-Volumenelement).

## Der Energie-Impuls-Tensor in der allgemeinen Relativitätstheorie
Der Energie-Impuls-Tensor der Materie und Strahlung bildet die rechte Seite der einsteinschen Feldgleichungen der allgemeinen Relativitätstheorie und wirkt somit als „Quellterm“ für die Krümmung der Raum-Zeit. Neu gegenüber der Newtonschen Gravitationstheorie ist, dass alle Komponenten des Tensors die Rolle von „Quellen“ der Gravitation spielen, nicht nur die Massendichte {\displaystyle T^{00}}. Bei moderaten Drücken, Scherspannungen und Geschwindigkeiten in Laborexperimenten bemerkt man das praktisch nicht, weil die Massendichte der Materie meist um viele Größenordnungen größer als alle anderen Komponenten des Energie-Impuls-Tensors ist.

## Der Energie-Impuls-Tensor der Hydrodynamik
Der Energie-Impuls-Tensor der Hydrodynamik geht in die einsteinschen Feldgleichungen ein und ermöglicht die Angabe von Lösungen der Differentialgleichungen, mit denen die Dynamik des Kosmos beschrieben werden kann. Er wird in Lehrbüchern der theoretischen Physik, die Kapitel über Kosmologie enthalten, in der Regel in kontravarianter Darstellung folgendermaßen angegeben:
{\displaystyle T^{\alpha \beta }=\left(\rho +{\frac {P}{c^{2}}}\right)u^{\alpha }u^{\beta }-P\;g^{\alpha \beta }}
- {\displaystyle (u^{\alpha })} ist die Vierergeschwindigkeit.
- {\displaystyle P} beschreibt den isotropen Druck in einem lokalen Inertialsystem eines frei fallenden Beobachters.
- {\displaystyle \rho } ist die Massendichte in einem lokalen Inertialsystem.
- {\displaystyle (g^{\alpha \beta })} ist der metrische Tensor der allgemeinen Relativitätstheorie.
- {\displaystyle c} ist der Betrag der Vakuum-Lichtgeschwindigkeit.

Diese Beschreibung des Energie-Impuls-Tensors gilt für eine Menge von Flüssigkeits- oder Gas-Teilchen, die als ideales Gas oder als ideale Flüssigkeit bezeichnet werden darf. Es wird also vorausgesetzt, dass der Druck im Ruhesystem eines jeden Teilchens isotrop ist. Wärmeleitung und Viskosität werden zudem vernachlässigt und können damit über diese Darstellung des Energie-Impuls-Tensors auch nicht beschrieben werden.
In der Kosmologie werden Galaxien als Elemente einer idealen kosmischen Flüssigkeit betrachtet. Die Galaxie expandiert aufgrund der Eigengravitation nicht. Sie entfernt sich aber auf Grund der kosmischen Expansion von allen anderen Galaxien. Ein Beobachter, der sich mit dieser Galaxie mitbewegt, wird relativ zu ihr als ruhend betrachtet. In diesem Sinne bildet die Galaxie das Ruhesystem des mitbewegten Beobachters. In einem solchen Ruhesystem reduziert sich der Vektor der Vierergeschwindigkeit der Galaxie zu {\displaystyle (u^{\alpha })=(c,0,0,0)}. Dieses Ruhesystem ist zugleich das System eines frei fallenden Beobachters. Man kann deshalb Koordinaten finden, so dass in diesem System anstelle des allgemeinen metrischen Tensors {\displaystyle (g^{\alpha \beta })} der metrische Tensor der speziellen Relativitätstheorie {\displaystyle (\eta ^{\alpha \beta })} verwendet werden kann.
Dadurch vereinfacht sich die Darstellung des Energie-Impuls-Tensors:
{\displaystyle (T^{\alpha \beta })={\begin{pmatrix}\rho c^{2}&0&0&0\\0&P&0&0\\0&0&P&0\\0&0&0&P\end{pmatrix}}}
Verschwindet auch der Druck {\displaystyle P}, so besteht der Energie-Impuls-Tensor nur noch aus der Energiedichte ({\displaystyle e=\rho c^{2}}):
{\displaystyle (T^{\alpha \beta })={\begin{pmatrix}\rho c^{2}&0&0&0\\0&0&0&0\\0&0&0&0\\0&0&0&0\end{pmatrix}}}
Im Allgemeinen gilt diese Darstellung allerdings nur für einen Punkt der Raumzeit. Für größere Bereiche der Raumzeit muss der allgemeine metrische Tensor der Raumzeit verwendet werden.